# Pentachlorure d'antimoine
Le pentachlorure d'antimoine est un composé chimique de formule SbCl5. C'est un liquide incolore à l'odeur âcre, fumant au contact de l'air, généralement coloré en jaune par ses impuretés. Il s'agit d'une substance très oxydante et très corrosive qui s'hydrolyse violemment en libérant de l'acide chlorhydrique au contact de l'eau. Il carbonise les matières plastiques non fluorées. Sa molécule à l'état gazeux présente une géométrie bipyramidale trigonale.
On obtient le pentachlorure d'antimoine en faisant passer du chlore Cl2 dans du trichlorure d'antimoine SbCl3 fondu :
SbCl3 + Cl2 → SbCl5.
En présence de faibles quantités d'eau, le pentachlorure d'antimoine forme des hydrates : le monohydrate SbCl5·H2O et le tétrahydrate SbCl5·4H2O. En présence d'une plus grande quantité d'eau, il s'hydrolyse violemment en formant des oxychlorures d'antimoine comme l'acide antimonique (de) H3SbO4 avec libération d'acide chlorhydrique HCl :
SbCl5 + 4 H2O → H3SbO4 (de) + 5 HCl.
Cette réaction disparaît en cas d'un large excès de chlorures en raison de la formation de complexes ioniques hexachloroantimonate [SbCl6]− :
SbCl5 + Cl− → [SbCl6]−.
Ce composé forme des adduits avec de nombreuses bases de Lewis. Il est utilisé comme catalyseur de polymérisation et pour la chloration de composés organiques.